# Нагирный, Игорь Михайлович
И́горь Миха́йлович Наги́рный (Наго́рный) (укр. Ігор Михайлович Нагірний; род. 4 июня 1989, СССР) — украинский футболист, полузащитник.

## Игровая карьера
Воспитанник ивано-франковского футбола. После завершения обучения играл в любительской команде «Цементник» (Ямница). 10 апреля 2007 года в семнадцатилетнем возрасте дебютировал во второй лиге в составе ивано-франковского «Факела». Летом того же года заключил контракт с ужгородским «Закарпатьем». За основной состав не играл. В турнире дублёров сыграл 7 матчей. Первый круг сезона 2008/09 годов провёл в львовских «Карпатах». В составе «зелёных львов» также играл лишь за «молодёжку», причём в каждом из 5 сыгранных матчей выходил на поле не более чем на 15 минут.
Зимой 2009 года стал игроком «Кривбасса». В Кривом Роге провёл полтора сезона. За это время сыграл 35 матчей за «молодёжку», в которых трижды поразил ворота соперников. Дважды сыграл Нагирный в Премьер-лиге. Дебют состоялся за три тура до окончания чемпионата Украины 2008/09 16 мая 2009 года в домашнем матче против «Днепра». На 70-й минуте матча наставник криворожан Олег Таран выпустил Нагирного на поле вместо Сергея Мотуза. В следующем туре против «Металлиста» Игорь заменил Мотуза ещё позже — на 82-й минуте. В последнем туре против «Ворсклы» Мотуза по ходу игры заменил Мелащенко, а Нагирный просидел весь матч на скамье запасных. В следующем сезоне футболист в заявки на матчи Премьер-лиги не попадал.
Летом 2010 года Нагирный перешёл из «Кривбасса» в молдавский ФК «Тирасполь». В высшем дивизионе Молдавии дебютировал 25 июля 2010 года в матче первого тура чемпионата 2010/11 против «Шерифа». В матче 9-го тура против «Олимпии» (Бельцы), выйдя на поле на 70-й минуте вместо своего соотечественника Игоря Бридни, забил на 93-й минуте свой первый гол в профессиональных командах. Всего за тираспольцев сыграл 8 матчей, забил 1 гол.
После возвращения на Украину играл в любительских командах чемпионата Ивано-Франковской области «Газовик» (Богородчаны), «Сокол» (Угринов), «Приднестровье» (Тлумач) и «Гал-Вапно» (Галич).
В январе 2014 года проходил просмотр в карагандинском «Шахтёре». Принимал участие в контрольном матче против узбекского «Насафа».